# Jezioro Skulskie
Jezioro Skulskie – jezioro w woj. wielkopolskim, w pow. konińskim, w gminie Skulsk, leżące na terenie Pojezierza Żnińsko-Mogileńskiego.